# Kontextmenü
Bei grafischen Benutzeroberflächen ist ein Kontextmenü ein Steuerelement, das dem Benutzer zu einem bestimmten Kontext verschiedene Aktionen zur Auswahl anbietet. Das Tortenmenü ist in der Regel eine besondere Form des Kontextmenüs, dessen Menüpunkte kreisförmig um den Mauszeiger oder einen anderen Referenzpunkt herum angezeigt werden.

## Funktionsweise

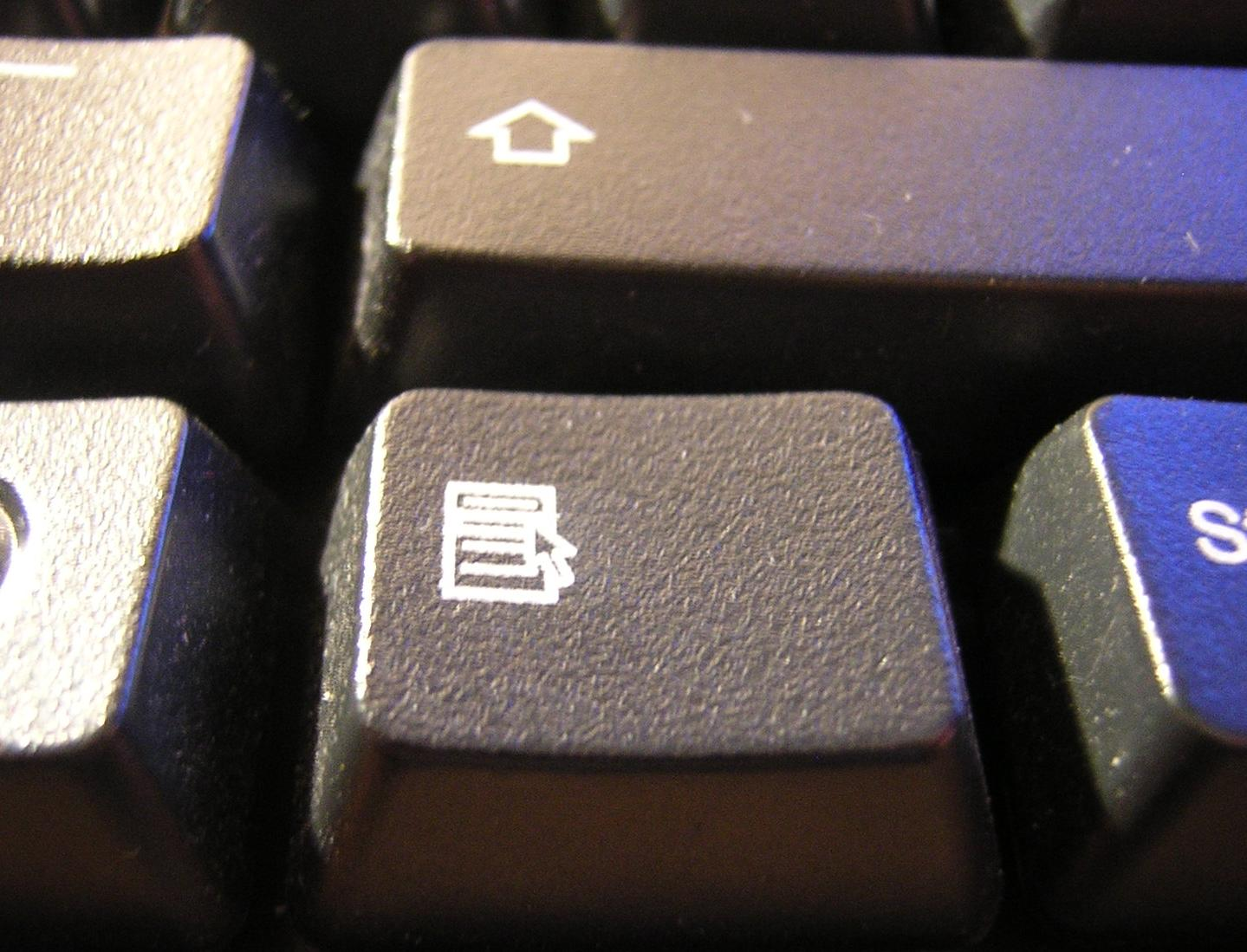
Die Kontextmenü-Taste einer Windows-/Linux-Tastatur

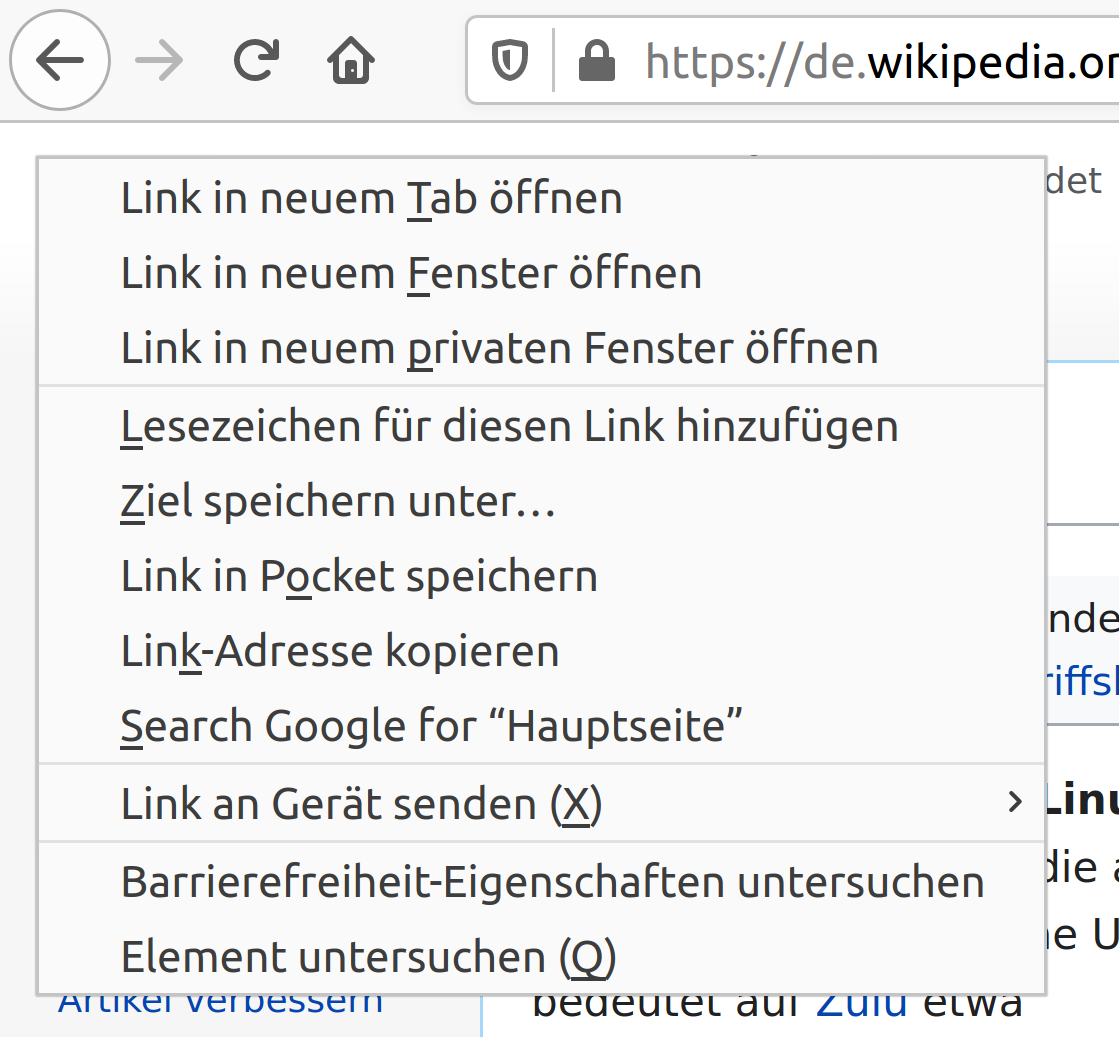
Kontextmenü von Mozilla Firefox im Kontext einer Webseite

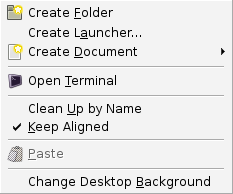
Kontextmenü von Gnome

Ein Kontextmenü wird hauptsächlich dadurch geöffnet, dass mit der zweiten Maustaste (üblicherweise ist das die rechte Maustaste) ein bestimmtes Objekt (Wort, Bild, Schaltfläche usw.) angeklickt wird. Softwareseitig kann man diese Funktion auch auf der ersten (bzw. einer beliebigen) Maustaste abbilden, zur Unterscheidung muss dazu etwa eine zusätzliche Taste auf der Tastatur betätigt werden; beispielsweise ist bei den Ein-Tasten-Mäusen von Apple unter Mac OS und macOS beim Klicken gleichzeitig die Taste Steuerung (Control) zu betätigen, auf anderen Betriebssystemen wurde dies teilweise übernommen oder kann konfiguriert werden (etwa unter Linux). Im Gegensatz zum normalen Menü enthält ein Kontextmenü nur Menüpunkte, die zum jeweiligen Zeitpunkt für das ausgewählte Objekt sinnvoll sind. Dadurch bleiben Kontextmenüs übersichtlich.
Während das Hauptmenü oft in Form einer Menüleiste ausgelegt ist, wird das Kontextmenü gewöhnlich als Aufklappmenü (Pop-up) dargestellt, das sich in der Nähe des Mauszeigers öffnet, so dass die Maus möglichst wenig bewegt werden muss. Auch Kontextmenüs können verschachtelte Untermenüs enthalten. Die Fähigkeit einer Software, abhängig vom angeklickten Objekt verschiedene, spezialisierte Menüs anzubieten, wird als Kontextsensitivität bezeichnet.
Kontextmenüs werden über verschiedene Formen der Benutzerinteraktion geöffnet, die auf einen Bereich der grafischen Benutzeroberfläche abzielen, der Kontextmenüs unterstützt. Die spezifische Form der Benutzerinteraktion und die Mittel, mit denen eine Region angesprochen wird, variieren:
- Auf einem Computer unter Microsoft Windows, MacOS oder Unix unter X Window System wird durch Klicken auf die sekundäre Maustaste (normalerweise die rechte Taste) ein Kontextmenü für die Region geöffnet, die sich unter dem Mauszeiger befindet.
- Auf Systemen, die Mäuse mit einer Taste unterstützen, werden Kontextmenüs normalerweise durch Drücken und Halten der primären Maustaste (dies funktioniert bei den Symbolen im Dock unter MacOS) oder durch Drücken einer Kombination aus Tastatur und Maustaste (z. B. Strg-Mausklick) geöffnet (Mac OS Classic und MacOS). Eine Tastaturalternative für MacOS besteht darin, die Maustasten in Universal Access zu aktivieren. Je nachdem, ob ein Laptop oder ein kompakter oder erweiterter Tastaturtyp verwendet wird, lautet die Verknüpfung Fn + Strg + 5 oder Strg + 5 (Ziffernblock) oder Fn + Strg + i (Laptop).
- Auf Systemen mit einer Multitouch-Oberfläche wie MacBook oder Surface kann das Kontextmenü durch Drücken oder Tippen mit zwei Fingern anstelle von nur einem geöffnet werden.
- Einige Kameras auf Smartphones erkennen beispielsweise einen QR-Code, wenn ein Bild aufgenommen wird. Dann erscheint ein Pop-up, wenn Sie den QR-Inhalt öffnen möchten. Dies kann eine Website sein oder die Konfiguration Ihres Telefons für die Verbindung mit Wi-Fi.

Das Mausklickverhalten von Windows ist so, dass das Kontextmenü nicht geöffnet wird, während die Maustaste gedrückt wird, sondern erst dann geöffnet wird, wenn die Taste losgelassen wird. Daher muss der Benutzer erneut klicken (diesmal mit der ersten Maustaste), um ein Kontextmenüpunkt auszuwählen. Dieses Verhalten unterscheidet sich von dem von macOS und den meisten grafischen Benutzeroberflächen für freie Software.
- In Microsoft Windows wird durch Drücken der Anwendungstaste oder Shift + F10 ein Kontextmenü für die Region mit Fokus geöffnet.

Kontextmenüs sind manchmal hierarchisch organisiert und ermöglichen die Navigation durch verschiedene Ebenen der Menüstruktur. Die Implementierungen unterscheiden sich: Microsoft Word war eine der ersten Anwendungen, die nur Untereinträge einiger Menüeinträge anzeigte, nachdem sie im Kontextmenü auf ein Pfeilsymbol geklickt hatten. Andernfalls wurde eine Aktion ausgeführt, die dem übergeordneten Eintrag zugeordnet war. Dies ermöglicht es, eine Aktion schnell mit den Parametern der vorherigen Ausführung zu wiederholen und Optionen besser von Aktionen zu trennen.